# Фёдоровка (Ставровский сельский совет)
Фёдоровка (укр. Федорівка) — село, относится к Окнянскому району Одесской области Украины.
Население по переписи 2001 года составляло 57 человек. Почтовый индекс — 67940. Телефонный код — 4861. Занимает площадь 0,32 км². Код КОАТУУ — 5123183705.

## Местный совет
67940, Одесская область, Окнянский р-н, с. Ставрово